# Jean Perrin
Jean-Baptiste Perrin (Rijsel, 30 september 1870 – New York, 17 april 1942) was een Frans natuurkundige die als eerste het bestaan van atomen aantoonde.

## Biografie
Perrin werd samen met twee zussen grootgebracht door zijn weduwe moeder. Zijn vader, een legerofficier, was overleden door verwondingen die hij had opgelopen tijdens de Frans-Duitse Oorlog. Hij liep school aan de École normale supérieure en studeerde als assistent in de fysica. In 1897 huwde hij Henriette Duportal met wie hij een zoon, Francis Henry Perrin (1901-1992), en een dochter kreeg.
Datzelfde jaar ontving hij de graad van doctor in de wetenschappen voor zijn thesis over kathode- en röntgenstralen. Hij toonde daarin als eerste aan dat de deeltjeshypothese van Lorentz uit 1895 juist was: dat kathoden negatief geladen deeltjes (nu: elektronen) uitstoten. Dit werk zou de opmaat vormen voor het latere werk van J.J. Thomson die het toegepaste toestel van Perrin gebruikte om de aard van het elektron te bepalen.
Na docent fysische scheikunde aan de Sorbonne werd hij in 1910 er benoemd tot hoogleraar, een post die hij behield tot 1940, toen de Duitsers zijn land binnenvielen. Vanwege zijn uitgesproken mening over antifascisme week hij daarop uit naar de Verenigde Staten waar hij in 1942 overleed. Na de oorlog werd zijn stoffelijk overschot in 1948 overgebracht naar Frankrijk en bijgezet in het Panthéon.

## Werk
Perrins eerste belangrijke werk uit 1895 betrof de ware aard van kathodestralen. Hij ontdekte dat ze elektrisch negatief geladen zijn en slaagde er zelfs in om een grove schatting te bepalen van de verhouding tussen lading en massa. Deze verhouding zou later nauwkeuriger gemeten worden door Joseph John Thomson, die ook de naam 'elektron' gaf aan deze elementaire deeltjes.
Perrin verwierf echter zijn grootste faam met zijn aanvulling van de theorie over de brownse beweging. Hij kon namelijk de constante van Avogadro bepalen; dit speelt een essentiële rol in Einsteins formule van de gemiddelde verplaatsing in het kwadraat per tijdseenheid van moleculen in een vloeistof. Het artikel van Einstein en de metingen van Perrin bewezen definitief dat moleculen werkelijk bestaan en niet alleen maar nuttige werkhypothesen zijn.
In 1911 ontving hij de Matteucci Medal. In 1926 ontving Jean Perrin de Nobelprijs voor zijn werk over de discontinue structuur van de materie, en met name voor zijn ontdekking van het sedimentatie-evenwicht. Tevens was hij een van de oprichters van het Centre national de la recherche scientifique (CNRS), de overheidsorganisatie voor fundamenteel wetenschappelijk onderzoek in Frankrijk.

## Belangrijkste werken
- Les Principes. Exposé de thermodynamique (1901)
- Traité de chimie physique. Les principes (1903)
- Les Preuves de la réalité moléculaire (1911)
- Les Atomes (1913)
- Matière et lumière (1919)
- Les Éléments de la physique (1929)
- L'Orientation actuelle des sciences (1930)
- Les Formes chimiques de transition (1931)
- La Recherche scientifique (1933)
- Grains de matière et grains de lumière (1935)
- L'Organisation de la recherche scientifique en France (1938)
- À la surface des choses (1940-1941)
- La Science et l'Espérance (1948)

1791: Honoré Gabriel de Riqueti, graaf van Mirabeau · Voltaire · 
1793: Louis-Michel Lepeletier de Saint-Fargeau · Auguste Marie Henri Picot de Dampierre · 
1806: François Denis Tronchet · Claude-Louis Petiet ·
1807: Jean-Baptiste-Pierre Bevière · Louis-Joseph-Charles-Amable d'Albert de Luynes · Jean-Étienne-Marie Portalis · Louis-Pierre-Pantaléon Resnier · 1808: Antoine-César de Choiseul-Praslin · Jean-Frédéric Perregaux · Jean-Pierre Firmin Malher · Pierre Jean Georges Cabanis · François Barthélemy Beguinot ·
1809: Girolamo Luigi Durazzo · Jean-Baptiste Papin · Joseph-Marie Vien · Pierre Garnier de Laboissière · Justin Bonaventure Morard de Galles · Jean-Pierre Sers · Emmanuel Crétet ·
1810: Louis Charles Vincent Le Blond de Saint-Hilaire · Jean Lannes · Giovanni Battista Caprara · Charles Pierre Claret de Fleurieu · Jean-Baptiste Treilhard ·
1811: Nicolas Marie Songis des Courbons · Charles Erskine de Kellie · Alexandre-Antoine Hureau de Sénarmont · Michel Ordener · Louis Antoine de Bougainville · Ippolito Antonio Vincenti-Mareri · 
1812: Jan Willem de Winter · Jean Marie Pierre Dorsenne · Auguste Jean-Gabriel de Caulaincourt · 
1813: Joseph-Louis Lagrange · Jean-Ignace Jacqueminot · Hyacinthe-Hughes Timoléon de Cossé-Brissac · Justin de Viry · Jean Rousseau · Frédéric Henri Walther · 
1814: Jean-Nicolas Démeunier · Jean Louis Ébenezel Reynier · Claude Ambroise Régnier · 
1815: Claude Juste Alexandre Legrand · Antoine-Jean-Marie Thévenard ·
1829: Jacques-Germain Soufflot ·
1885: Victor Hugo ·
1889: Théophile Malo Corret de La Tour d'Auvergne · Lazare Carnot · Jean-Baptiste Baudin · François Séverin Marceau ·
1894: Marie François Sadi Carnot ·
1907: Marcellin Berthelot ·
1908: Émile Zola ·
1920: Léon Gambetta ·
1924: Jean Jaurès ·
1933: Paul Painlevé ·
1948: Paul Langevin · Jean Perrin ·
1949: Félix Éboué · Victor Schoelcher ·
1952: Louis Braille ·
1964: Jean Moulin ·
1987: René Cassin ·
1988: Jean Monnet ·
1989: Henri Grégoire · Gaspard Monge · Nicolas de Condorcet ·
1995: Marie Curie · Pierre Curie ·
1996: André Malraux ·
2002: Alexandre Dumas père ·
2018: Simone Veil en haar man